# Paduniella bidentosa
Paduniella bidentosa är en nattsländeart som beskrevs av Wolfram Mey 1998. Paduniella bidentosa ingår i släktet Paduniella och familjen tunnelnattsländor. Inga underarter finns listade i Catalogue of Life.